# 567
567 (DLXVII) var ett normalår som började en lördag i den julianska kalendern.

## Händelser

### Okänt datum
- Den frankiske kungen Chilperik I gifter sig med den gotiska prinsessan Galswinthia i Rouen.
- Leovigild blir västgoternas kung.
- Arianismen flammar upp för sista gången

## Avlidna
- Charibert I, frankisk kung av Paris sedan 561